# Gerhard Homuth
Gerhard Homuth (20 de setembro de 1914 - 2 de agosto de 1943) foi um piloto da Luftwaffe durante a Segunda Guerra Mundial, que atingiu um total de 63 vitórias aéreas num total de 450 missões de combate, destas vitórias, apenas duas foram na Frente Oriental.

## Carreira militar
Iniciou a sua carreira militar entrando para o Kriegsmarine, contudo, mas foi logo transferido para a Luftwaffe no ano de 1935. Era membro do Grupo Acrobático da Luftwaffe durante os anos de 1937 e 1938, sendo naquela época, parte da 2.(J)/LG 2.
Com o início da Segunda Guerra Mundial Homuth foi designado Adjutant do I./JG 27 no dia 6 de outubro de 1939. Mais tarde, foi designado Staffelkapitän do 3./JG 27 em 1 de Fevereiro de 1940.
A sua primeira vitória aérea veio no dia 11 de maio ao abater um bombardeiro bimotor Blenheim da RAF sobre Diest-Schaffen, tendo chegado a um saldo final de nove vitórias confirmadas ao final da Campanha Francesa e conquistou outras seis durante a Batalha da Inglaterra.
Durante a primavera de 1941, o I./JG 27 foi enviado para o Norte da África, onde o Oberleutnant Homuth foi condecorado, no dia 14 de junho, com a Cruz de Cavaleiro da Cruz de Ferro pelas suas 22 vitórias.
Homuth conseguiu abater dois caças P-40 da RAF em 9 de janeiro de 1942, sendo destes um próximo de Marsa el Brega e outro próximo de Gadd el Ahmar. Ao que tudo indica, a primeira vitória destas foi sobre o ás australiano Sargento Ron Simes (5 destruídos, 1 provável e 1 danificado) pertencente ao 3 Sqn, RAAF, que morreu neste combate. A sua 40ª vitória veio no dia 9 de fevereiro ao abater um Hurricane próximo de El Adem.
Homuth foi designado Gruppenkommandeur do I./JG 27 no dia 8 de junho de 1942. Abateu três aeronaves no dia 27 de julho, todos eram caças Hurricane que foram abatidos próximo de El Hammam, e a sua 60ª vitória veio no dia 27 de outubro quando abateu um caça Spitfire da RAF próximo de Bir Mumim Busak.
O I./JG 27 foi retirado do Norte da África e em fevereiro de 1943, e mais tarde ele fez parte de uma delegação da Luftwaffe com base em Sofia na Bulgária onde atuou como um instrutor de pilotos de caça da Bulgária. Homuth retornou para o fronte no dia 29 de julho de 1943 como sendo Gruppenkommandeur do I./JG 54 com base na Frente Oriental.
No dia 2 de agosto de 1943, numa de suas primeiras missões de combate neste fronte, Homuth entrou num intenso combate contra os caças russos que durou 20 minutos. Ele conseguiu abater um caça Airacobra mas não retornou desta missão. Ele pilotava um Fw 190 A-6 (W.Nr. 550 436) “<< +”. O seu corpo e os destroços de sua aeronave nunca foram encontrados, permanecendo desaparecido em ação desde aquele dia.

## Condecorações
Durante a sua carreira, Homuth recebeu as seguintes condecorações:
- Cruz de Ferro 2ª e 1ª Classe
- Cruz Germânica em Ouro (9 de abril de 1942)
- Cruz de Cavaleiro da Cruz de Ferro (14 de junho de 1941)[2]